# John D’Arcy
John D’Arcy († um 1864) war ein irischer Bierbrauer und Politiker.
John D’Arcy war Besitzer der Anchor Brewery, die 1818 von seinem Vater John D’Arcy († 1825) erworben worden war. Die Brauerei war im Jahr 1740 gegründet worden und wurde im Laufe der Zeit zur zweitgrößten der Stadt.  
D’Arcy betätigte sich jedoch auch politisch. So war er Ratsherr (Alderman) und bekleidete als solcher im Jahr 1852 das Amt des Oberbürgermeisters von Dublin (Lord Mayor of Dublin). Nach seinem Tod wurde sein Sohn Matthew D’Arcy neuer Besitzer der Brauerei. Wie sein Vater war auch er ein angesehenes Mitglied der Brauereigemeinschaft Dublins.